# Акперова, Миная Тапдыг кызы
Миная Тапдыг кызы Акперова (азерб. Minayə Tapdıq qızı Əkbərova; род. 19 июля 2001, Агджабеди) — азербайджанская тхэквондистка, член национальной сборной Азербайджана по тхэквондо, чемпионка Азербайджана 2022 года, серебряная призёрка V Игр исламской солидарности, бронзовая призёрка чемпионата Европы 2021 года.

## Биография
Миная Акперова родилась 19 июля 2001 в городе Агджабеди в семье тренера по тхэквондо Тапдыга Акперова
В 2013 году стала чемпионкой Азербайджана среди девушек в весовой категории до 29 кг.
В 2014 году Миная Акперова заняла второе место на юношеском чемпионате мира в Баку. В 2018 году принимала участие на летних юношеских Олимпийских играх в Буэнос-Айресе.
В 2021 году выиграла бронзу на чемпионате Европы в Софии. В августе 2022 года стала серебряной призёркой V Игр исламской солидарности в Конье, проиграв в финале спортсменке из Марокко. В декабре этого же года стала чемпионкой Азербайджана.
В ноябре 2022 года на чемпионате мира в мексиканском городе Гвадалахара Миная Акперова остановилась в шаге от награды, уступив в четвертьфинале.